# Александрув-Куявський (гміна)
Гміна Александрув-Куявський (пол. Gmina Aleksandrów Kujawski) — сільська гміна у північній Польщі. Належить до Александровського повіту Куявсько-Поморського воєводства.
Станом на 31 грудня 2011 у гміні проживало 11494 особи.

## Площа
Згідно з даними за 2007 рік площа гміни становила 131.64 км², у тому числі:
- орні землі: 74.00%
- ліси: 16.00%

Таким чином, площа гміни становить 27.68% площі повіту.

## Населення
Станом на 31 грудня 2011:
| Опис     | Загалом | Загалом | Чоловіки | Чоловіки | Жінки | Жінки |
| -------- | ------- | ------- | -------- | -------- | ----- | ----- |
| одиниця  | осіб    | %       | осіб     | %        | осіб  | %     |
| все      | 11494   | 100     | 5701     | 49.60    | 5793  | 50.40 |
| міське   | 0       | 100     | 0        |          | 0     |       |
| сільське | 11494   | 100     | 5701     | 49.60    | 5793  | 50.40 |

## Сусідні гміни
Гміна Александрув-Куявський межує з такими гмінами: Александрув-Куявський, Цехоцинек, Домброва-Біскупія, Ґневково, Конецьк, Оброво, Рацьонжек, Велька Нешавка.